# Palestina do Pará
Palestina do Pará est une municipalité brésilienne située dans l'État du Pará.